# Artiom Doubovskoï
Artiom Doubovskoï (russe : Артём Дубовской), né le 18 avril 1990 à Dubrovnik, est un nageur russe spécialiste des épreuves de dos. Il a remporté ses premières médailles internationales aux Championnats du monde de natation en petit bassin 2010.

## Biographie
En 2008, aux Championnats d'Europe junior de natation à Belgrade, Artiom Doubovskoï remporte la médaille d'or sur 50 mètres dos en 26 s 25, la médaille d'argent sur 100 mètres dos en 55 s 58 ainsi que la médaille d'argent lors du relais 4 × 100 mètres quatre nages
Lors des Championnats d'Europe de natation en petit bassin 2010, Artiom Doubovskoï remporte deux médailles de bronze : la première sur 200 mètres dos, où il est devancé par l'Allemand Yannick Lebherz et l'Italien Damiano Lestingi. Trois jours plus tard, il se classe à nouveau 3e sur 100 mètres dos, cette fois derrière le Russe Stanislav Donets et à nouveau l'Italien Damiano Lestingi.

## Palmarès

### Championnats d'Europe
| Eindhoven 2010 |                      |
| 100 mètres dos | Bronze 51 s 90       |
| 200 mètres dos | Bronze 1 min 52 s 72 |

## Records

### Records personnels
Ces tableaux détaillent les records personnels de Artiom Doubovskoï en grand et petit bassin au 26 juin 2011.
| Épreuve        | Temps         | Compétition                             | Lieu     | Date          |
| 50 mètres dos  | 25 s 40       | Championnats d'Europe de natation 2010  | Budapest | 11 août 2010  |
| 100 mètres dos | 54 s 75       | Championnats de Russie de natation 2009 | Moscou   | 26 avril 2009 |
| 200 mètres dos | 1 min 57 s 96 | Championnats de Russie de natation 2009 | Moscou   | 28 avril 2009 |

| Épreuve        | Temps         | Compétition                                            | Lieu      | Date             |
| 50 mètres dos  | 23 s 82       | Coupe du monde de natation 2009                        | Stockholm | 11 novembre 2009 |
| 100 mètres dos | 50 s 97       | Coupe du monde de natation 2009                        | Berlin    | 14 novembre 2009 |
| 200 mètres dos | 1 min 51 s 39 | Championnats d'Europe de natation en petit bassin 2009 | Istanbul  | 10 décembre 2009 |